# Halorates
Halorates Hull, 1911 è un genere di ragni appartenente alla famiglia Linyphiidae.

## Caratteristiche
Le zanne dei cheliceri sono molto simili a quelle dei generi Hilaira Simon, 1884, e Oreonetides Strand, 1901.

## Distribuzione
Le tre specie oggi attribuite a questo genere sono state reperite in varie località dell'Europa, in Russia, in Cina e nel Pakistan.

## Tassonomia
Questo genere non è un sinonimo anteriore di Collinsia O. P.-Cambridge, 1913 a seguito di uno studio dell'aracnologo Eskov del 1990 e contra gli studi di Buckle et al. del 2001 e di Tanasevitch del 2009.
A dicembre 2011, si compone di tre specie secondo Platnick, e di 29 specie e 1 sottospecie secondo Tanasevitch:
- Halorates concavus Tanasevitch, 2011 — Pakistan
- Halorates reprobus (O. P.-Cambridge, 1879)[4] — Europa, Russia
- Halorates sexastriatus Fei, Gao & Chen, 1997 — Cina